# 硫氰酸钙
硫氰酸钙是一种化合物，化学式为Ca(SCN)
2，它是无色固体。X射线单晶衍射表明，它是一种配位聚合物，每个Ca2+与8个硫氰酸根离子通过4个Ca-S和4个Ca-N键相连。它具有萤石结构。

## 制备
硫氰酸钙可由硫氰酸铵和氢氧化钙反应得到。